# Alexander Faragó
Alexander Faragó, ursprungligen Sándor Faragó, född 16 maj 1899 i Ungern, död 27 november 1957 i Sundbyberg, var en svensk skådespelare och manusförfattare. Han var far till producenten Katinka Faragó.

## Filmografi
Manus
- 1945 – Lidelse
- 1948 – Loffe som miljonär
- 1948 – Livet på Forsbyholm
- 1948 – Loffe på luffen
- 1948 – Solkatten
- 1950 – Loffe blir polis

Roller
- 1950 – Loffe blir polis